# Haldy-Turm

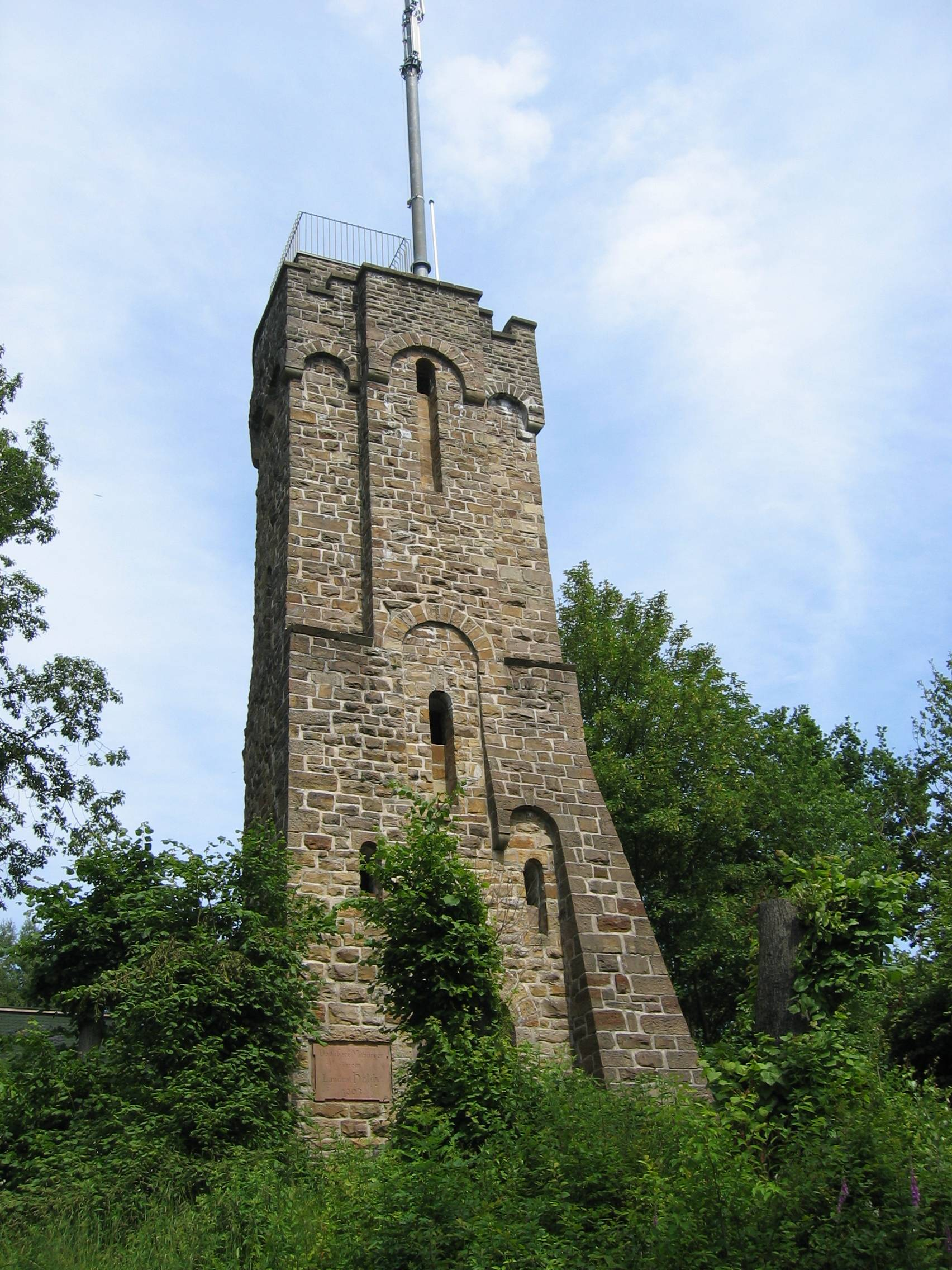
Haldy-Turm

Der Haldy-Turm ist Aussichtsturm im Ortsteil Ründeroth der Gemeinde Engelskirchen.
Oberhalb von Ründeroth steht der 1903 erbaute Haldy-Turm. Er ist 18 m hoch und die Aussichtsplattform ist über 92 Stufen zu erreichen. Vom Haldy-Turm aus besteht eine gute Sichtmöglichkeit auf und über den Ort Ründeroth und seine Umgebung.
Die Betreuung des Turms liegt in der Verantwortung des Heimat- und Verschönerungsverein Ründeroth.
Die Sicht ist nicht mehr eingeschränkt, in das Aggertal wurde sie durch Wegnahme von Bäumen wieder ermöglicht. Das kam auch der seltenen Tollkirsche (Atropa belladonna) zugute, die zum Gedeihen Licht braucht. Die Förderung der hochgradig gefährdeten Pflanze und ähnlich seltener weiterer Gewächse wurde von der Biologischen Station des  Oberbergischen Kreises höherwertig eingestuft als der Wald an dieser Stelle im Naturschutzgebiet.

## Geschichte
Der Haldy-Turm wurde aus Mitteln einer Sammlung der Bürger zu Ehren des Landrates Richard Haldy (1885 bis 1899 Landrat des damaligen Kreises Gummersbach) errichtet. Der Landrat wohnte im Haus Ley.